# Piirissaar
Piirissaar är en ö i Tartu kommun i landskapet Tartumaa i östra Estland. Ön ligger cirka 200 kilometer sydöst om huvudstaden Tallinn. Arean är 7,8 kvadratkilometer. Namnet betyder "gränsön".
Före kommunreformen 2017 hörde ön till dåvarande Piirissaare kommun.

## Geografi
Ön Piirissaar är belägen i den södra delen av sjön Peipus, inte långt från den ryska gränsen som går genom sjön. Det finns permanent boende på ön som har reguljära båtförbindelser med fastlandet året runt.

### Klimat
Trakten ingår i den hemiboreala klimatzonen. Årsmedeltemperaturen i trakten är 4 °C. Den varmaste månaden är augusti, då medeltemperaturen är 17 °C, och den kallaste är januari, med −9 °C.